# Pargny-lès-Reims
Pargny-lès-Reims är en kommun i departementet Marne i regionen Grand Est (tidigare regionen Champagne-Ardenne) i nordöstra Frankrike. Kommunen ligger i kantonen Ville-en-Tardenois som tillhör arrondissementet Reims. År 2022 hade Pargny-lès-Reims 496 invånare.

## Befolkningsutveckling
Antalet invånare i kommunen Pargny-lès-Reims
| Referens: INSEE |